# Linden BE
| BE ist das Kürzel für den Kanton Bern in der Schweiz. Es wird verwendet, um Verwechslungen mit anderen Einträgen des Namens Linden zu vermeiden. |

Linden ist eine Einwohnergemeinde im Schweizer Kanton Bern. Sie gehört zum Verwaltungskreis Bern-Mittelland.
Die Gemeinde Linden entstand am 1. Januar 1946 aus den vormals selbständigen Gemeinden Innerbirrmoos, Otterbach und Ausserbirrmoos, das bereits am 1. Januar 1888 mit Barschwand und Schönthal fusioniert hatte.

## Wappen der ehemaligen Gemeinden
Das Gemeindewappen von Linden gilt als eines der ältesten Fusionswappen der Schweiz. Anders als bei den meisten Wappen von Fusionen, bei denen einfach die alten vereint werden, wurde hier ein ganz neues erschaffen.
| Ausserbirrmoos | Innerbirrmoos | Otterbach | Neues Wappen |

## Geographie

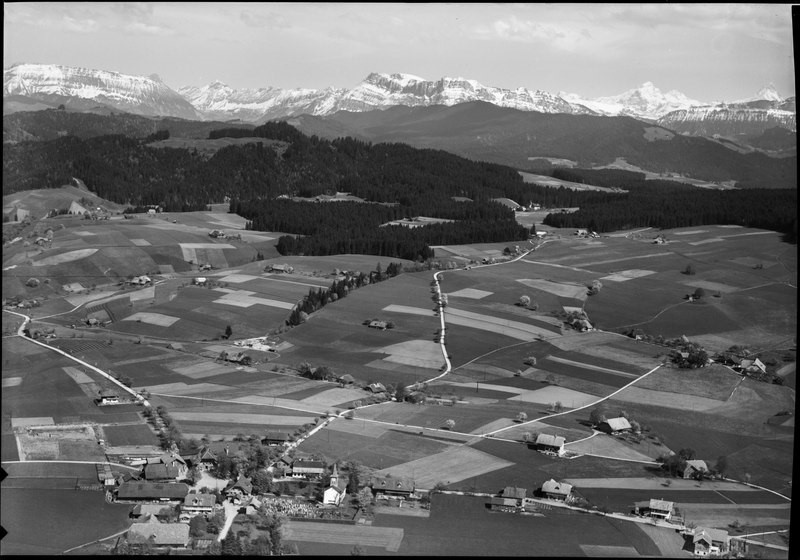
Luftbild (1954)

Die Gemeinde liegt auf 916 m ü. M. zwischen den Regionen Emmental und Aaretal in einem Trogtal. Dieses wird im Norden von den steilen Flanken des Kurzenbergs (des Höhenzug Güggel-Barschwandhubel-Chnubel-Aebersold-Ringgis-Mühleseilen-Chuderhüsi) und im Süden vom Höhenzug Falkenfluh-Schafegg-Stauffen flankiert. Das Ortszentrum mit der Kirche liegt genau auf der Wasserscheide des Diessbachs und des Jassbachs (des Passsattels zwischen dem Aaretal im Westen und dem Emmental im Osten). Der tiefste Punkt des Gemeindegebiets befindet sich bei der Bachmatt im Diessbachgraben (705 m), den höchsten Punkt der Gemeinde bildet der Kulminationspunkt des Kurzenbergs (1200 m) unmittelbar westlich des Bergrestaurants «Ringgis». Die Topografie der Talsenke von Linden repräsentiert idealtypisch jene einer Landschaft im Grenzbereich vom mittelländischen, mittelgebirgisch geprägten Hügelland zum voralpinen Bergland. Die Gesteine in diesem Vorland der Alpen sind vorwiegend von sedimentischem Charakter, in der Gegend von Linden in der konglomeratischen Ausprägung von Nagelfluh. Hier, unmittelbar an der Hauptstrasse zwischen dem Ortskern Linden-Dorf und dem östlichen Ortsteil Jassbach gelegen, sind auch die zwei intensiv ausgebeuteten Lagerstätten von Kies und Sand von Bedeutung. Die bereits aus der Ferne als klaffende Wunden im Gelände auffallenden Wandkies-Abbaustellen befinden sich bloss wenige Meter oberhalb des Talgrunds am Nordhang des Höhenzugs von der Schafegg zum Stauffen. Die grössere (westliche) der beiden Kiesgruben, jene mit den Förderanlagen, ist diejenige von Gridenbühl (Koordinaten 46° 50’ 53’’ N / 7° 41’ 27’’ E); bei der kleineren (östlichen) Grube handelt es sich um jene von Jassbach (Koordinaten 46° 50’ 51’’ N / 7° 41’ 56’’ E).
Die Grenzen der im äussersten Südosten des Verwaltungkreises Bern-Mittelland gelegenen Gemeinde Linden sind grossenteils natürlich definiert: im Norden (auf der sogenannten Sonnseite) durch die Krete des Kurzenbergs (Nachbargemeinden von West nach Ost sind Freimettigen, Niederhünigen, Oberhünigen und Bowil), im Süden durch den Höhenzug von der Schafegg zum Stauffen (Nachbargemeinde Buchholterberg, Ortsteil Heimenschwand im Verwaltungskreis Thun). Im Westen quert die Gemeindegrenze zur Nachbargemeinde Oberdiessbach das Tal des Diessbachs (Diessbachgraben), im Osten jene zur Nachbargemeinde Röthenbach im Emmental das Tal des Jassbachs.
Bedingt durch die Kammlage der Gemeinde auf dem Passsattel zwischen Aaretal und Emmental ist vorab das Lindener Dorfzentrum (das Gebiet zwischen Grafenbühl und Kirche) stark windexponiert und demzufolge des Öfteren von Sturmschäden betroffen.

## Politik
Die politische Willensbildung in Gemeindeangelegenheiten erfolgt anlässlich der in der Regel zweimal jährlich stattfindenden Gemeindeversammlung, der Legislative der Gemeinde. Als Exekutive amtet der seit 2023 (Stand 2024) von Ignaz Margelisch (parteilos) präsidierte Gemeinderat mit sieben Mitgliedern. Des Weiteren bestehen drei ständige Kommissionen. Parteipolitik im engeren Sinne spielt in der Dorfpolitik keine bestimmende Rolle.
Bei den Nationalratswahlen 2023 betrugen die Wähleranteile in Linden (in Klammern die Veränderung im Vergleich zu den Wahlen 2019 in Prozentpunkten): SVP 59,95 % (−2,31), EDU 11,16 % (+5,80), Mitte 5,91 % (−1,67), SP 5,31 % (+0,81), glp 3,54 % (−0,41), Grüne 3,45 % (−1,89), EVP 2,98 % (+0,17), FDP 2,85 % (−0,81), BSL (Bürgerliche Stadt- und Landliste) 2,50 % (+2,50), Weitere 2,35 % (−2.19).

## Wirtschaft
In Kontrast zur mit lediglich 1257 Einwohnern (Stand 31. Dezember 2023) relativ bescheidenen Grösse der Gemeinde verfügt diese über eine überdurchschnittliche Vielfalt an Betrieben in allen drei Sektoren der Wirtschaft – Landwirtschaft, Industrie/Gewerbe und Dienstleistung.
Landwirtschaft
Landwirtschaft wird, bedingt durch die Höhenlage und das stark coupierte Geländerelief mit steilen Hängen (vor allem an der Sonnseite des Hochtals) vorwiegend durch Viehhaltung (Milchwirtschaft) betrieben; Agrarwirtschaft/Ackerbau hingegen ist zweitrangig und beschränkt sich im Wesentlichen auf Futterbau.
Industrie und Gewerbe
Industrie und Gewerbe sind mit einer Vielzahl von Betrieben an Ort vertreten: das Bau-Hauptgewerbe (Baumeisterarbeiten), das Bau-Nebengewerbe (Ausbau – Zimmerei/Schreinerei, Installationen – Elektro/Sanitär/Heizung, Dachdeckerarbeiten, Malerarbeiten, Zulieferbetriebe – Sand/Kies/Beton, Bereitstellung von schwerem Gerät – Hebezeug/Kran/Muldenservice), Holzschlag/Sägerei, Apparatebau/Automation, Büromöbelproduktion, Autogewerbe, Velo-Shop, Landschaftsgärtnerei, Einzelhandel Güter des täglichen Bedarfs (Supermarkt für Lebensmittel, Supermarkt für Landwirtschaftsbedarf, Metzgerei, Bäckerei, Glacé-Fabrikation, Sirup-Fabrikation).
Dienstleistung
Die Dienstleistungsbranche ist durch Gastronomie/Hotellerie, einen Coiffeursalon, eine Physiotherapiepraxis, eine Naturheilpraxis, eine Autofahrschule, eine Hufschmiede, einen Reithof, eine Hundeschule und einen EDV-Beratungsservice vertreten.

## Verkehrsanbindung
Linden liegt an der Kantonsstrasse Nr. 229.3, welche Oberdiessbach via Linden – Röthenbach – Eggiwil mit Schüpbach verbindet. Diese Hauptstrasse hat in ihrem westlichen Abschnitt, der Strecke Oberdiessbach–Linden, bedingt durch ihre beträchtliche Steilheit und die zahlreichen Kurven Bergstrassencharakter.
Der öffentliche Verkehr wird durch die regionalen Verkehrsbetriebe STI (Steffisburg–Thun–Interlaken) gewährleistet. Die betreffende Buslinie 44 Oberdiessbach–Linden–Heimenschwand bedient die Strecke jeweils frühmorgens, über die Mittagsstunden sowie spätnachmittags bis zum frühen Abend. Dabei werden auf dem Gebiet der Gemeinde Linden die Haltestellen Grafenbühl, Linden Dorf, Gridenbühl, Jassbach und Schlegwegbad/Kaserne angefahren.

## Infrastruktur
Wasserversorgung
Die Trinkwasserversorgung erfolgt durch Quellwasser, welches auf Gemeindegebiet gefasst und gespeichert wird. Die Erstellung einer Notwasserversorgung durch Zusammenschluss des Lindener Verteilnetzes mit dem Trinkwassernetz der Nachbargemeinde Oberdiessbach wurde beschlossen und im Mai 2021 realisiert.
Energieversorgung
Für die Stromversorgung der Gemeinde Linden ist das lokale Stromversorgungsunternehmen Elektra Energie Genossenschaft zuständig. Dieses ist auch für die Stromversorgung von Teilen der Nachbargemeinden (Aeschlen-Oberdiessbach und Heimenschwand-Buchholterberg) verantwortlich.
Schule
Die Gemeinde verfügt über zwei Schulhäuser:
– das Schulhaus Dorf mit der Primar- und Realschule Linden und der Schüler- und Erwachsenenbibliothek;
– das Schulhaus Jassbach mit dem Kindergarten.
Der Unterricht auf Sekundarschulstufe erfolgt in Oberdiessbach.
Gesundheit
Die medizinische Versorgung ist gewährleistet und wird am Ärztezentrum Oberdiessbach, einem bestens ausgerüsteten, für die engere Region zuständigen Kompetenzzentrum für allgemeine innere Medizin, Chirurgie, Notfallmedizin und Gynäkologie, erbracht. Die Entfernung von der Dorfmitte Linden zum Ärztezentrum Oberdiessbach beträgt rund 7 km.

## Tourismus
Bedingt durch die reizvolle Höhenlage nahe der städtischen Zentren Bern und Thun, gewinnt der Fremdenverkehr in Linden, insbesondere in der Form von «sanftem Tourismus», zunehmend an Bedeutung. Das kleine, aber attraktive, durch drei Skilifte und eine Loipe gut erschlossene Lindener Skigebiet Schindelberg (Attraktion Abendskifahren) erfreut sich aufgrund seiner dank Höhenlage (900 bis 1100 m, zumeist oberhalb der Nebelgrenze) und der nördlichen Exposition an der Schattenseite des Tals vergleichsweise hohen Schneesicherheit seit Jahren einer grossen Beliebtheit. Darüber hinaus hat Linden auch ein ausgedehntes Netz von Wanderwegen zu bieten; vorab jene über die aussichtsreichen Höhenzüge nördlich und südlich des Hochtals, für welche Linden einen idealen Ausgangspunkt bildet.

## Die Sage vom bösen Zwingherrn Graf vom Bühl
Auf der offiziellen Website der Gemeinde Linden berichtet der Dorfchronist folgendes:
Auf eine alte Raubritterburg geht der Sage nach der Name Grafenbüel zurück. Die Burg soll auf dem Hügel (im Emmental früher ein Büel) östlich der Dorfstrasse gestanden haben, welcher gemäss Landeskarte (Koordinaten 46° 50’ 16’’ N / 7° 40’ 21’’ E – Hinterchnubel) eine Höhe von 1016 m erreichte. Der Graf vom Büel sei ein unbarmherziger Herr gewesen, und darum müsse er jetzt mit dem Wüetisheer reiten, erzählten sich die ansässigen Leute viele Jahrhunderte lang. Auf dem alten Wilderehof, einem stattlichen Bauernhaus, das noch anfangs des 20. Jahrhunderts am Büel stand, habe man in Gewitternächten stets das vordere und das hintere Tenntor offengehalten, um dem Geisterheer freien Durchzug zu gewähren. Gesehen habe nie jemand etwas, aber gehört und gespürt schon: Seien einmal aus Versehen die Tore geschlossen gewesen, habe ein Rütteln und Poltern Mensch und Vieh den Schlaf geraubt. Mägde und Knechte habe man deshalb nur mühsam gefunden und sie nie lange halten können. Heute hört in der Wildere niemand mehr etwas vom Wüetisheer. Ob es an unserem nüchternen Zeitgeist liegt oder daran, dass der «neue» Hof nicht auf den Fundamenten des alten, sondern an deutlich versetzter Stelle errichtet worden ist?

## Mit der Gemeinde Linden verbundene Persönlichkeiten
- Beat Weber (* 1955), Alttestamentler und evangelisch-reformierter Pfarrer
- Thomas Lüthi, «Tom Lüthi» (* 1986), Motorradrennfahrer, 2005 – Weltmeister in der 125-cm³-Klasse (Honda)
- Paul Baumann (* 1917, † 2011) genannt «Vatti», Gründer, langjähriger geistiger Führer der Christlichen Vereinigung Methernitha in Linden und verurteilter Sexualstraftäter

## Varia
- Jeweils im August findet in Linden ein alljährliches, international beschicktes Motocrossrennen statt.
- Auf dem Gemeindegebiet von Linden, im Schlegwegbad, befindet sich der Waffenplatz Jassbach der Schweizer Armee (Ausbildungsplatz der Übermittlungstruppen).
- Im Moosbühl, in der Geländesenke Gridenbühlmoos unmittelbar nordöstlich des Dorfzentrums, befinden sich die Siedlung und die dazugehörigen Gewerbebetriebe der 1956 von Paul Baumann gegründeten Christlichen Vereinigung Methernitha, einer streng von der Dorfgemeinschaft abgeschotteten, fundamentalistischen Sekte von Neuoffenbarern.
- Ganz im Westen quert die 220-kV-Hochspannungsleitung Bickigen–Chippis der Swissgrid das Gemeindegebiet von Linden (vom Barschwandhubel auf dem Kurzenberg an der Gemeindegrenze zu Niederhünigen bis zur Bachmatt im Diessbachgraben an der Gemeindegrenze zu Oberdiessbach).

## Bilder

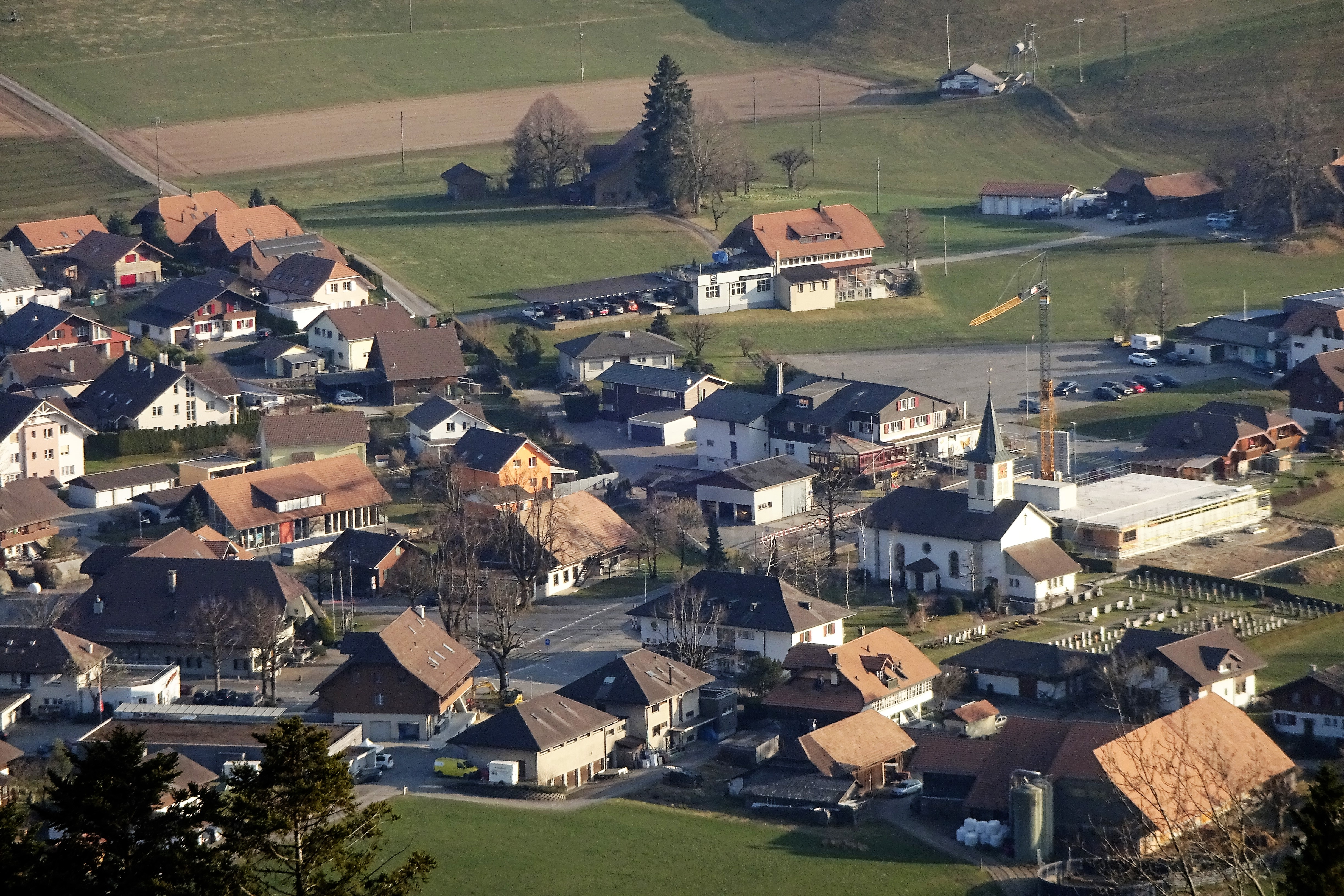
Linden (BE) – Ortskern von Norden, Blick vom Aebersold aus
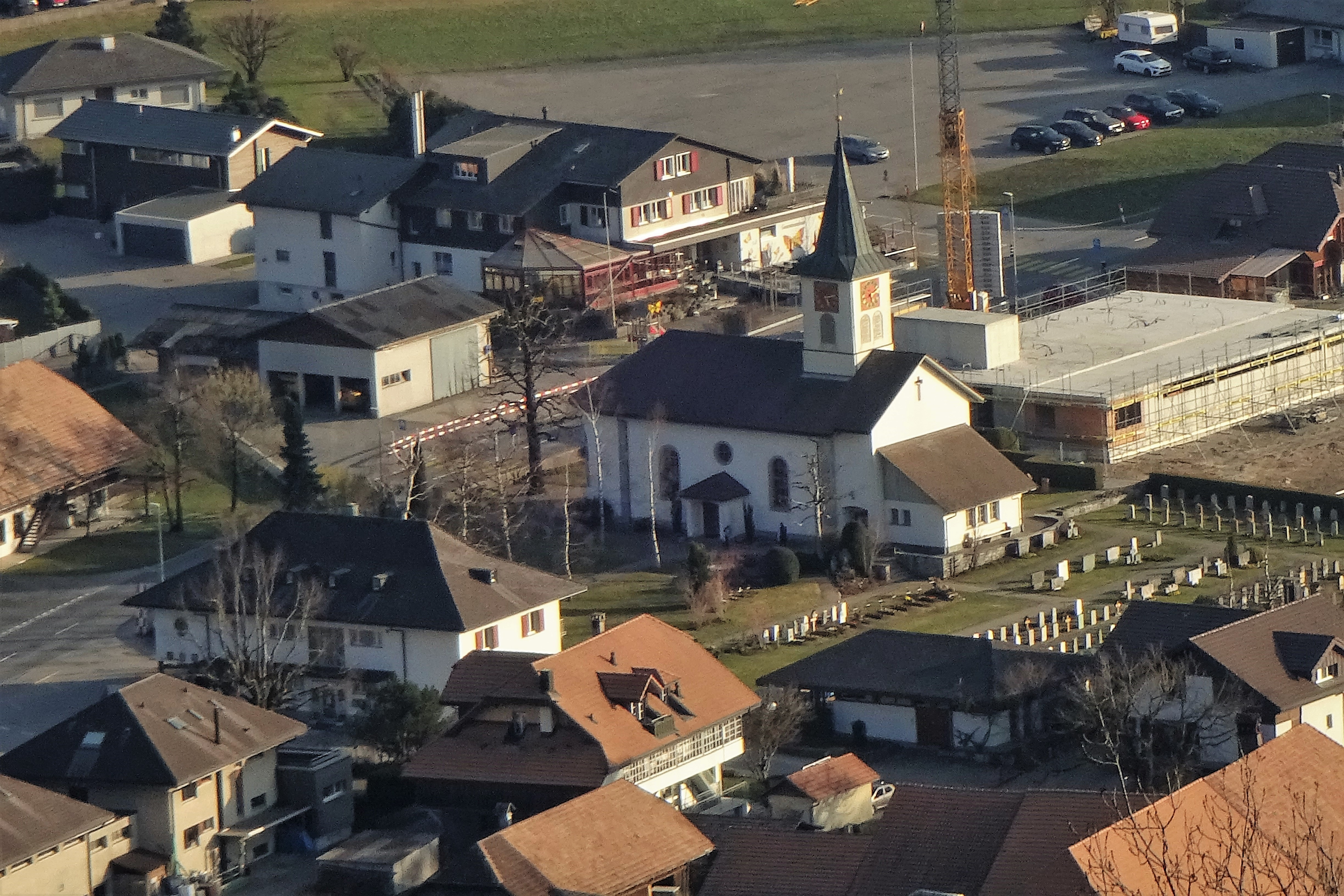
Linden (BE) – Ortskern mit Kirche von Norden, Blick vom Aebersold aus
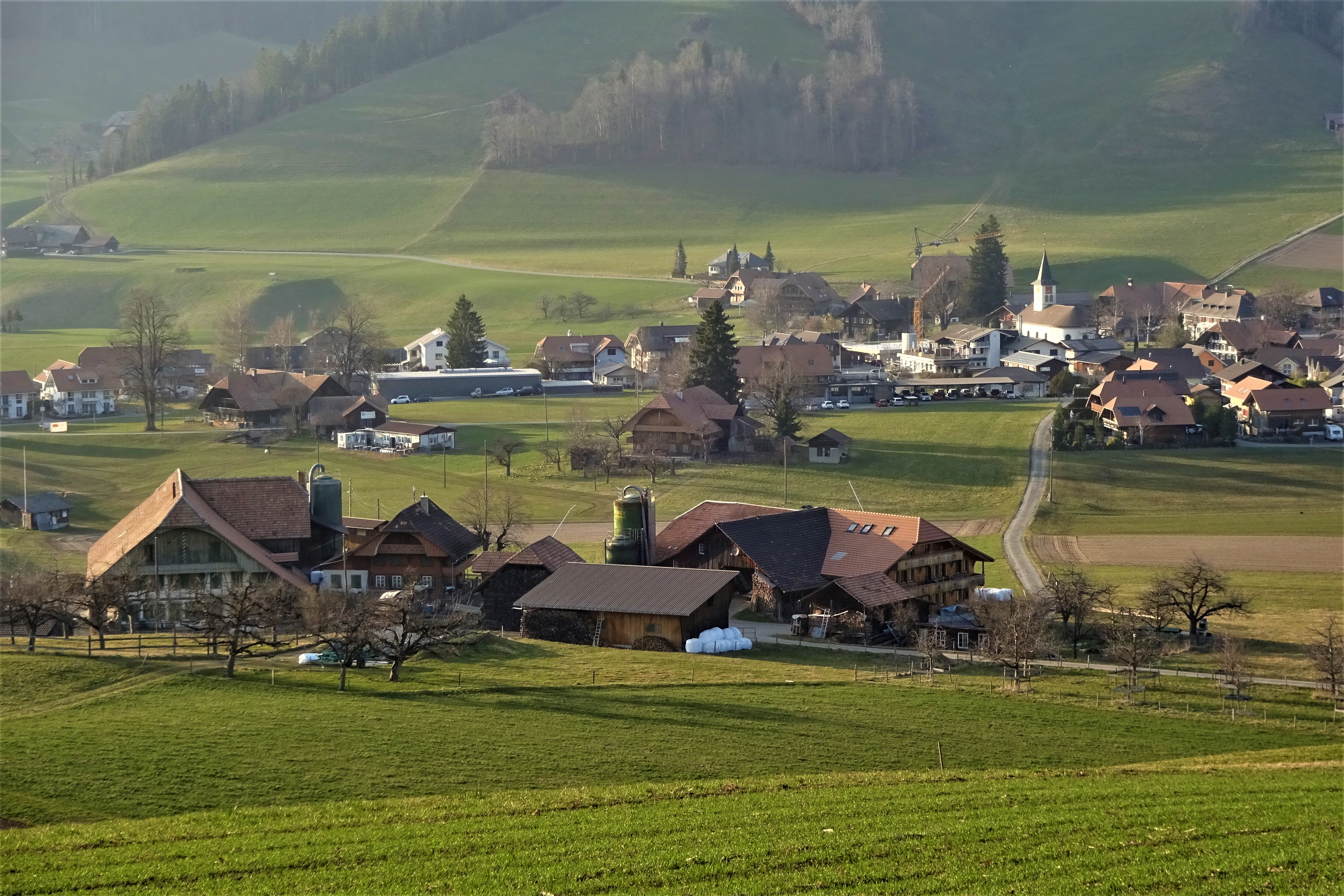
Linden (BE) – Generalansicht mit Umgebung von Südosten
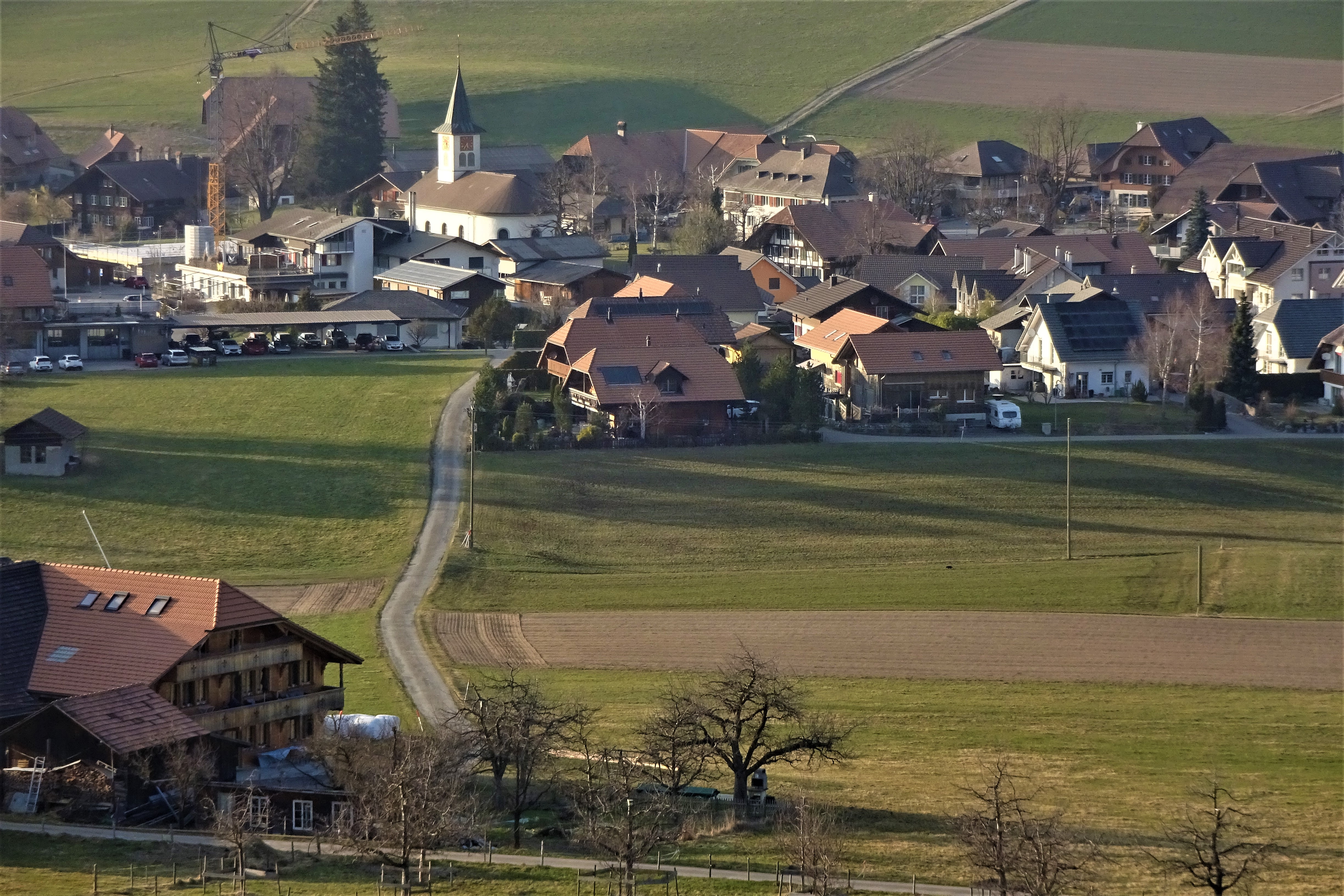
Linden (BE) – Ortskern von Südosten
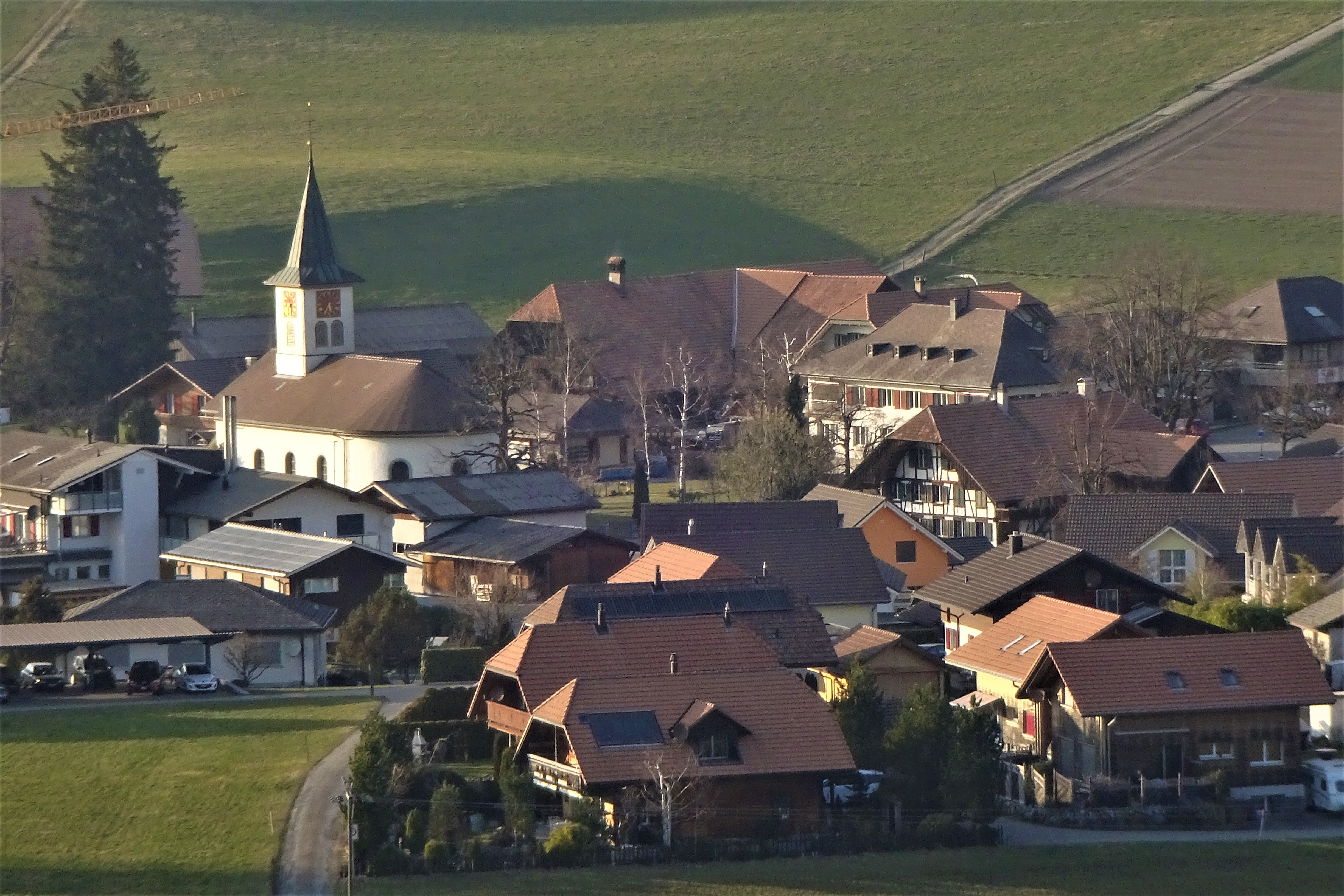
Linden (BE) – Ortskern mit Kirche von Südosten
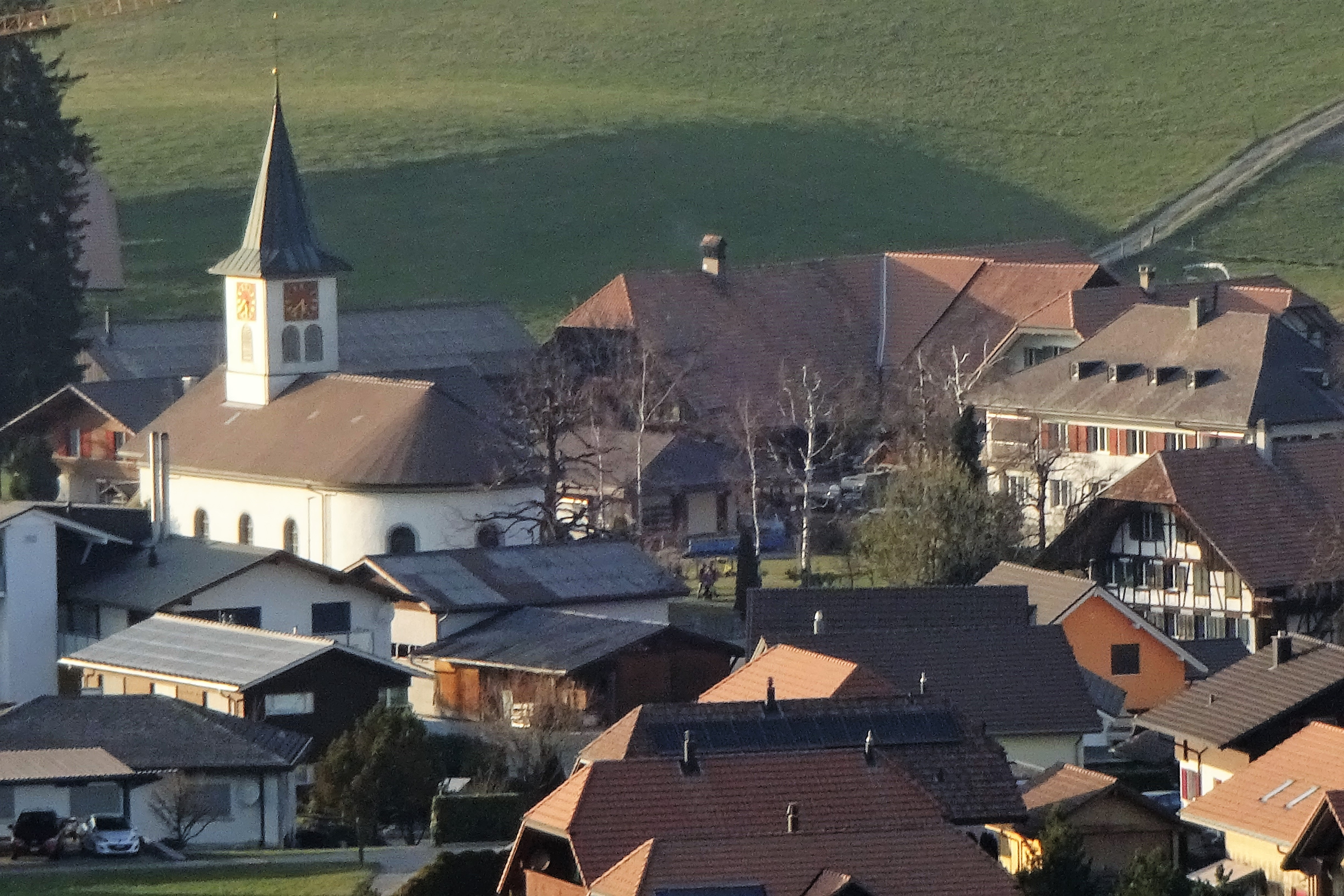
Linden (BE) – Kirche von Südosten
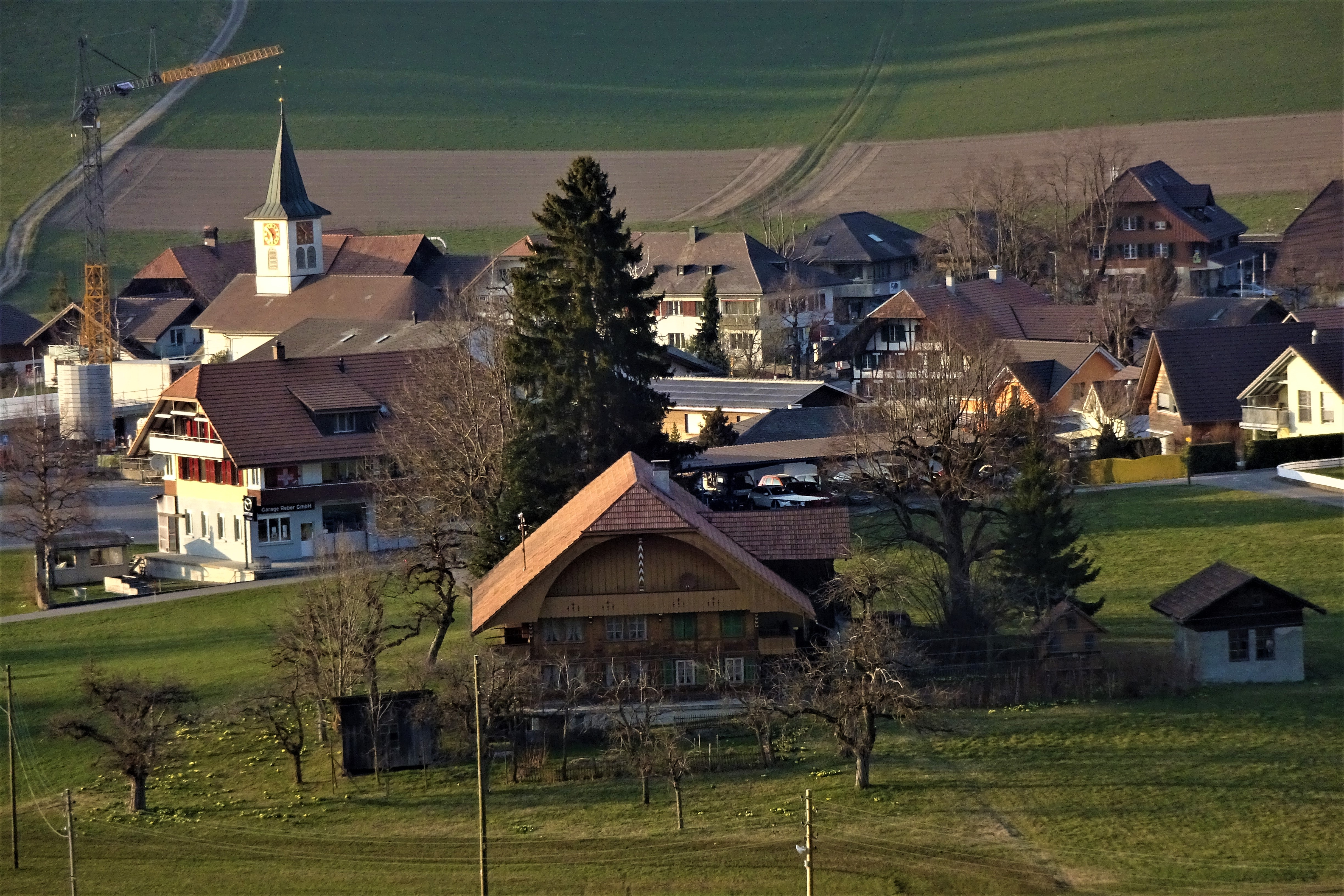
Linden (BE) – Ortskern mit Kirche von Süden
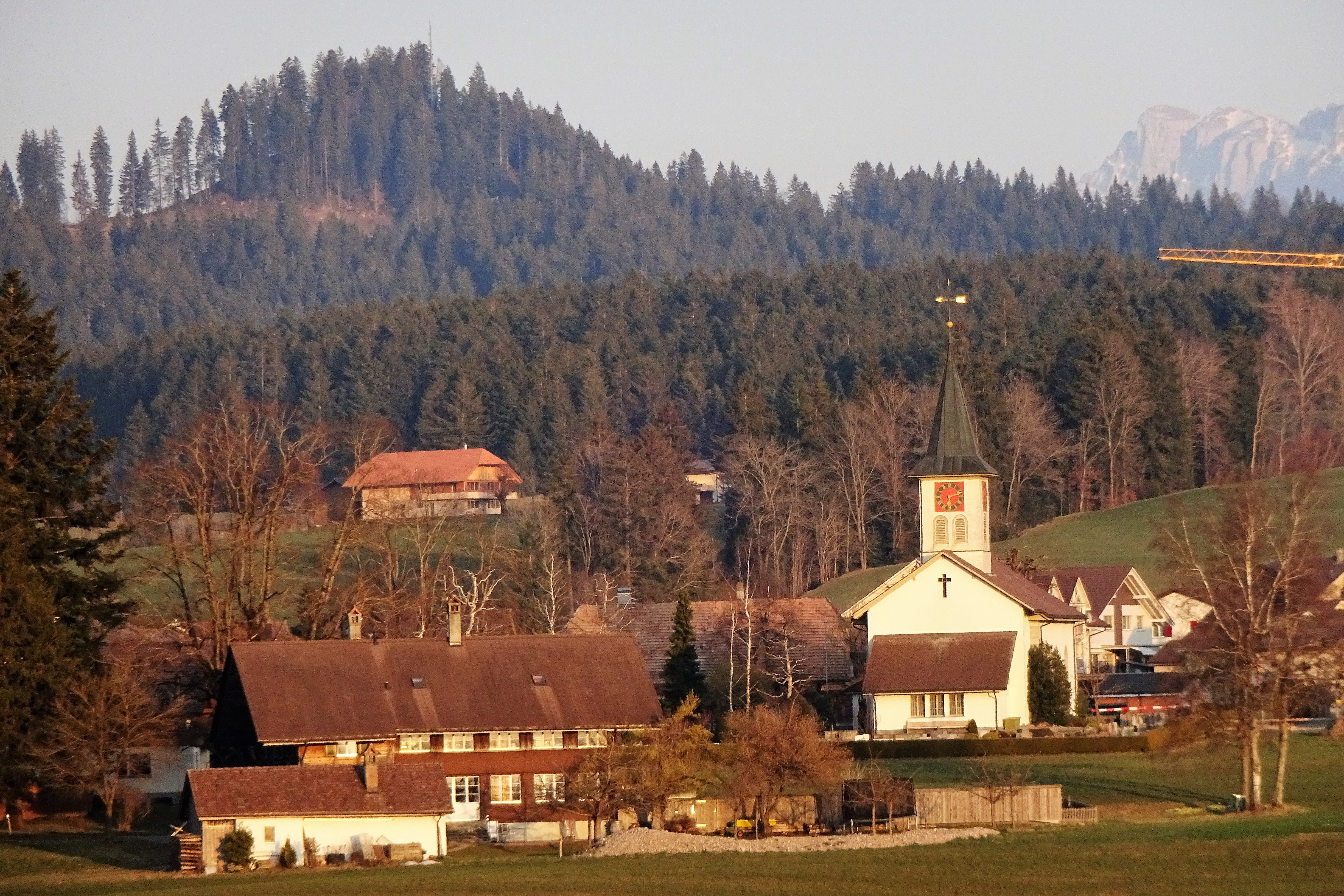
Linden (BE) – Ortskern mit Kirche, Stauffen und Hohgant von Nordnordwesten
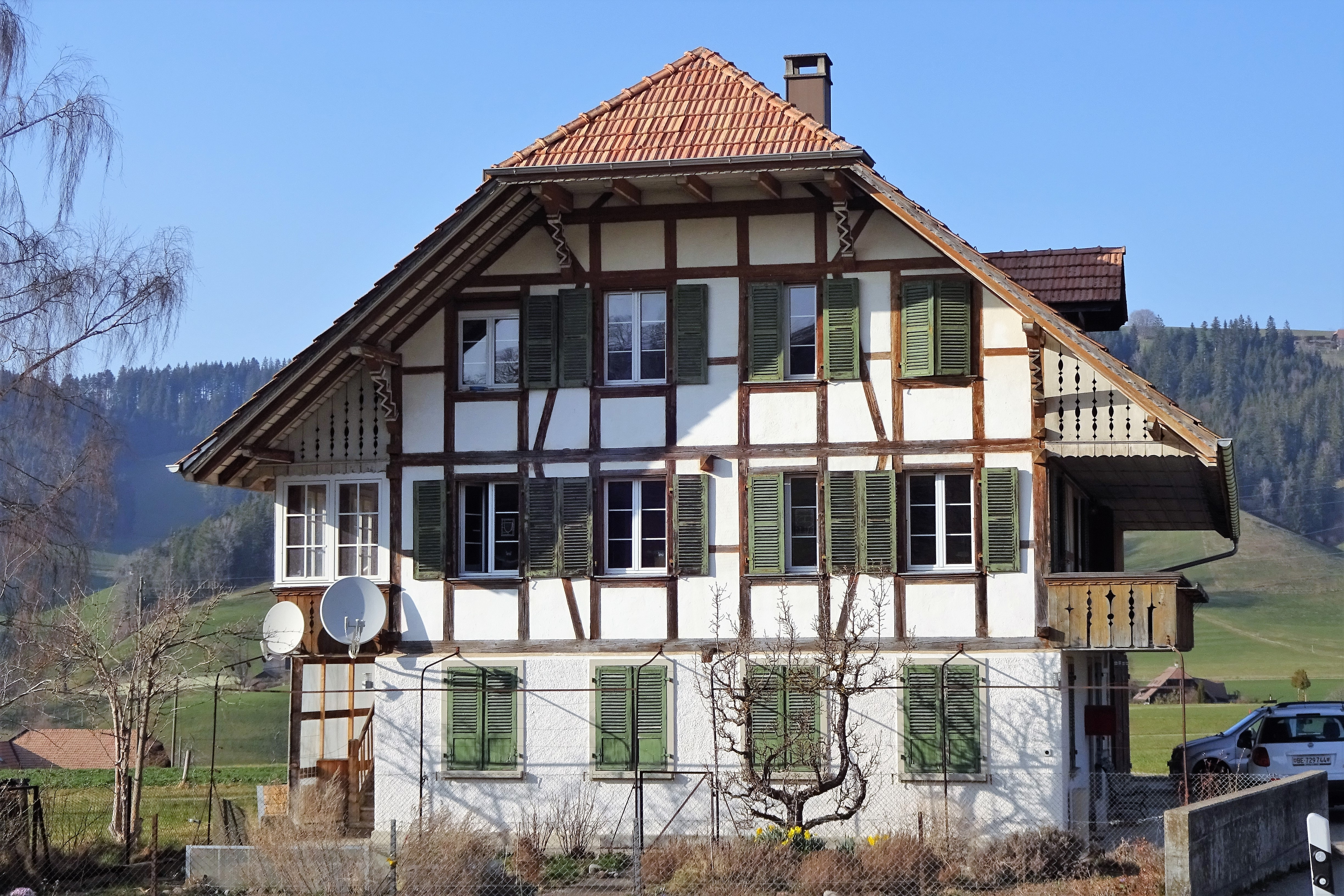
Linden (BE) – Riegbau im Grafenbühl von Süden